# Čamerovac
Čamerovac is een plaats in de gemeente Slunj in de Kroatische provincie Karlovac. De plaats telt 78 inwoners (2001).